# 栃木県立石橋高等学校
栃木県立石橋高等学校（とちぎけんりついしばしこうとうがっこう）は、栃木県下野市石橋に所在する公立の高等学校。

## 設置学科
- 普通科

## 概要
1924年創立。栃木県下野市にある普通科のみの共学校で、略称は「石高（いしこう）」。
学校行事として、学習合宿・進学習熟度別授業・放課後の自主学習の支援、球技大会・合唱コンクール・マラソン大会などが行われている。
所在地
- 栃木県下野市石橋845

教育目標
- 社会の変化に自ら対応できる知・徳・体の調和のとれた心豊かな人間を育成する。

校訓
大正14年制定
- 正道忠信
- 質実剛健
- 公正自治
- 克己自制
- 「爾のたてるところを深く掘れ、然らばそこに清き泉湧かん」

Wo du stehst, grab' tief hinein !
Drunten ist die Quelle !
　　　　　　　　　　　　
基本理念
- 豊かな教養と高い学力をつける
- 自己の生き方を深く考え、高い志を育てる
- 自主的・自律的な態度を育てる

## 沿革
- 1924年（大正13年）3月 - 旧制栃木県立石橋中学校として創設、当初授業は石橋尋常小学校（現・下野市立石橋小学校）の校舎で行われた
- 1925年（大正14年）3月 - 校舎落成、現在地へ移転
- 1928年（昭和3年）2月 - 校歌制定。（作詞・鈴木栄観（当時の同校国語教諭）、作曲・梁田貞）
- 1948年（昭和23年）4月 - 学制改革により栃木県立石橋高等学校と改称
- 1949年（昭和24年）4月 - 男女共学となる
- 1950年（昭和25年）4月 - 家庭科設置（のちの1963年に家政科に改められた）
- 1952年（昭和27年）2月 - 新しい校歌（作詞・土岐善麿、作曲・信時潔）、校旗に変更
- 1991年（平成3年）4月 - 家政科を普通科へ統合
- 1993年（平成5年）3月 - 家政科閉科
- 2024年  (令和6年) 8月 - 硬式野球部が第106回全国高等学校野球選手権大会に出場。

## 著名な出身者
- 阿久津隆一 - 栃木放送アナウンサー
- 和泉義治 - 山梨放送アナウンサー
- 大沢幸広 - NHKアナウンサー
- 角間惇一郎 - 実業家
- 土屋珠里 - 女子競輪選手
- 中野雄太 - ミュージシャン
- 野尻俊明 - 前・学校法人流通経済大学理事長,元・流通経済大学学長
- 広瀬寿雄 - 元栃木県議会議員、前下野市長
- 室井佑月 - 小説家、随筆家、タレント
- 小山隆司 - 元楽天イーグルス コンディショニングコーチ
- 五十嵐清 - 政治家、衆議院議員
- 牧幹夫 - バレエダンサー、インド文化研究家
- 篠田洋介 - サッカー指導者
- 五月女幸雄 - 画家
- 藤沼秀光 - 医師
- 近藤洋一(サンボマスター) - ミュージシャン、在学中は生徒会長[1]。

## 著名な関係者
- 岩原篤男 - 吹奏楽指導者
- 吉田寿光 - 元同校教員、Ｊリーグ審判（プロフェッショナル・レフェリー）

## 部活動
- クイズ研究会、吹奏楽部、ハンドボール部、放送部などに於いて関東大会・全国大会への出場実績がある。全国高等学校クイズ選手権第14回大会優勝校（女子高生3人チームだった）。
- 2016年には野球部が関東大会（秋季）に初出場すると、2023年には春の甲子園に21世紀枠で初出場[2]。2024年には初めてとなる夏の県大会決勝進出で見事、國學院栃木に対して9-8で勝ちを納め初優勝し、夏の甲子園の出場を決めると、宮城代表聖和学園に勝ちを納め甲子園初勝利したが、3回戦で青森代表青森山田に0-5で敗れ、ベスト16となった。

## 交通
- 宇都宮線 石橋駅 から徒歩11分